# Linia kolejowa nr 262
Linia kolejowa nr 262 – łącząca stację Szczytno ze stacją Biskupiec Reszelski. Od końca października 2014 odcinki w Gminie Dźwierzuty były fizycznie rozbierane, a w grudniu całość linii.
Z uwagi na walory krajobrazowe, które doskonale są widoczne z nasypu kolejowego, samorządowcy z powiatu szczycieńskiego i gminy Biskupiec porozumieli się w sprawie budowy trasy rowerowej po śladzie rozebranej linii kolejowej. Trasa ma mieć około 30 kilometrów a wraz z jej budową mają powstać miejsca parkingowe oraz tablice informacyjne opisujące trasę i położenie na szlaku.